# UEFA Nations League 2018–19
UEFA Nations League 2018–19 là mùa giải đầu tiên của UEFA Nations League, một giải đấu được tổ chức với sự tham dự của 55 thành viên của UEFA, bao gồm 4 hạng đấu. Giải đấu này diễn ra từ tháng 9 đến tháng 11 năm 2018 (vòng bảng) và tháng 6 năm 2019 (vòng chung kết hạng A), bốn đội nhất bảng tại hạng A sẽ giành vé dự vòng chung kết UEFA Nations League. Giải cũng là một phần của vòng loại Giải vô địch bóng đá châu Âu 2020.

## Thể thức
Thể thức và lịch thi đấu của UEFA Nations League đã được chấp thuận bởi Ủy ban điều hành UEFA vào ngày 4 tháng 12 năm 2014. Theo định dạng được phê duyệt, 55 đội tuyển quốc gia châu Âu sẽ được chia thành bốn hạng đấu (tiếng Anh: League): 12 đội trong hạng A (League A), 12 đội trong hạng B, 15 đội trong hạng C, và 16 đội trong Hạng D. Đối với UEFA Nations League 2018-19, các đội tuyển được phân chia vào các hạng đấu dựa trên hệ số đội tuyển quốc gia UEFA sau khi kết thúc vòng loại giải vô địch bóng đá thế giới 2018 (kết quả vòng play-off không được tính đến), cụ thể các đội tuyển được xếp hạng cao nhất được xếp vào hạng A, v.v.
Mỗi giải đấu sẽ được chia thành bốn bảng có từ ba đến bốn đội, nên mỗi đội sẽ thi đấu bốn hoặc sáu trận với các đội khác cùng bảng (theo thể thức vòng tròn trên sân nhà và sân khách) và thi đấu hai lượt trận liền trong tháng 9, tháng 10 và tháng 11 năm 2018.
Ở hạng đấu cao nhất là hạng A, các đội sẽ thi đấu để chọn ra nhà vô địch. Bốn đội nhất bảng của hạng A sẽ lọt vào vòng chung kết UEFA Nations League vào tháng 6 năm 2019 tại một trong 4 quốc gia, nơi họ sẽ thi đấu theo thể thức vòng đấu loại trực tiếp, bao gồm các trận bán kết, trận play-off tranh hạng ba, và trận chung kết. Các cặp bán kết, cùng với các đội chủ nhà hành chính cho trận play-off tranh hạng ba và chung kết, được xác định bằng phương pháp rút thăm. Quốc gia chủ nhà sẽ được lựa chọn trong số bốn đội đủ tiêu chuẩn vào tháng 12 năm 2018, với đội thắng trận chung kết được xứơng danh nhà vô địch UEFA Nations League.
Các đội cũng sẽ thi đấu để thăng hạng và xuống hạng đến giải đấu cao hơn hoặc thấp hơn. Trong mỗi giải đấu, bốn đội đứng đầu (trừ hạng A) sẽ được thăng hạng, trong khi các đội đứng cuối mỗi bảng (trừ Hạng D) sẽ xuống hạng; tuy nhiên, tại hạng C, do các bảng có số đội khác nhau, ba đội bóng ở vị trí thứ tư và đội xếp thứ ba có thành tích thấp nhất sẽ bị xuống hạng.

### Tiêu chí xếp hạng trong bảng đấu
Nếu hai hoặc nhiều đội trong cùng bảng bằng điểm nhau khi kết thúc bảng đấu, các tiêu chí sau sẽ được áp dụng:
1. Điểm số trong các trận đấu giữa các đội đang được xét đến
2. Hiệu số bàn thắng thua trong các trận đấu giữa các đội đang được xét đến
3. Số bàn thắng trong các trận đấu giữa các đội đang được xét đến.
4. Số bàn thắng sân khách trong các trận đấu giữa các đội đang được xét đến.
5. Nếu sau khi việc áp dụng tiêu chí 1 đến 4 vẫn còn các đội ngang nhau, các tiêu chí trên lại được áp dụng một lần nữa.[note 1] Sau đó tới tiêu chí 6-10
6. Hiệu số bàn thắng thua trong tất cả các trận đấu trong bảng
7. Số bàn thắng trong tất cả các trận đấu trong bảng
8. Số bàn thắng sân khách trong tất cả các trận đấu trong bảng
9. Số trận thắng trong tất cả các trận đấu trong bảng
10. Số trận thắng sân khách trong tất cả các trận đấu trong bảng.
11. Điểm fair play (1 điểm cho một thẻ vàng, 3 điểm cho một thẻ đỏ là kết quả của hai thẻ vàng, 3 điểm cho một thẻ đỏ trực tiếp, 4 điểm cho một thẻ vàng và tiếp theo là một thẻ đỏ trực tiếp);
12. Vị trí trong hệ thống bảng xếp hạng các đội tuyển quốc gia châu Âu;[note 2]

Để xác định đội tệ nhất trong các đội đứng thứ ba bảng ở League C, kết quả thi đấu với đội thứ tư được bỏ đi. Các tiêu chí so sánh là: 
1. Điểm
2. Hệ số
3. Số bàn thắng
4. Số bàn thắng sân khách
5. Số trận thắng
6. Số trận thắng sân khách
7. Điểm fair play (1 điểm cho một thẻ vàng, 3 điểm cho một thẻ đỏ như một hậu quả của hai thẻ vàng, 3 điểm cho một thẻ đỏ trực tiếp, 4 điểm cho một thẻ vàng và bị đuổi bằng một thẻ đỏ trực tiếp);
8. Vị trí trong hệ thống bảng xếp hạng hệ số đội tuyển quốc gia châu Âu;[note 2]

### Bảng xếp hạng giải đấu
Các đội cùng hạng đấu được xếp hạng theo tiêu chuẩn sau đây:
1. Vị trí trong bảng
2. Điểm
3. Hệ số
4. Số bàn thắng
5. Số bàn thắng sân khách
6. Số trận thắng
7. Số trận thắng sân khách
8. Điểm fair play (1 điểm cho một thẻ vàng, 3 điểm cho một thẻ đỏ như một hậu quả của hai thẻ vàng, 3 điểm cho một thẻ đỏ trực tiếp, 4 điểm cho một thẻ vàng và bị đuổi bằng một thẻ đỏ trực tiếp);
9. Vị trí trong hệ thống bảng xếp hạng hệ số đội tuyển quốc gia châu Âu;[note 2]

Đối với hạng C các bảng có số đội khác nhau:
1. Kết quả thi đấu với đội thứ tư không được tính khi so sánh các đội nhất với nhau, nhì với nhau và ba với nhau.
2. Khi so sánh các đội hạng tư với nhau vẫn tính tất cả các trận.

Đối với hạng League A, 4 vị trí đầu tiên được xác định dựa trên kết quả chung kết UEFA Nations League
1. Đội hạng nhất được xếp hạng 1;
2. Đội hạng nhì được xếp hạng 2;
3. Đội hạng ba được xếp thứ 3;
4. Đội hạng tư được xếp thứ 4;

### Tiêu chí xếp hạng tổng thể
Đối với mục đích bốc thăm cho vòng loại UEFA EURO, bảng xếp hạng toàn giải đấu UEFA được thiết lập như sau:
1. 12 đội League A được xếp hạng từ thứ 1 đến thứ 12 theo bảng xếp hạng giải đấu của họ.
2. 12 đội League B được xếp hạng từ thứ 13 đến thứ 24 theo bảng xếp hạng giải đấu của họ.
3. 15 đôi League C được xếp hạng từ thứ 25 đến thứ 39 theo bảng xếp hạng giải đấu của họ.
4. 16 đội League D được xếp hạng từ thứ 40 đến thứ 55 theo bảng xếp hạng giải đấu của họ.

### Vòng loại giải vô địch bóng đá châu Âu 2020
Giải vô địch quốc gia 2018-2019 sẽ được liên kết với vòng loại UEFA Euro 2020 và cung cấp một cơ hội khác để có đủ điều kiện cho Euro năm 2020.
Vòng loại chính sẽ bắt đầu vào tháng 3 năm 2019 thay vì vào tháng 9 năm 2018 sau World Cup 2018, và sẽ kết thúc vào tháng 11 năm 2019. Định dạng vẫn giữ nguyên, mặc dù chỉ có 20 trong 24 suất cho vòng chung kết được quyết định từ vòng loại chính. 55 đội sẽ được chia thành 10 bảng sau khi hoàn thành Giải Vô địch quốc gia châu Âu (năm bảng năm đội và năm bảng sáu đội, với bốn đội tham dự vòng Big Four được đảm bảo là thành viên của bảng năm đội), hai đội xếp nhất nhì trong mỗi bảng đủ điều kiện. Hạt giống bốc thăm bảng sẽ được dựa trên bảng xếp hạng tổng thể của UEFA Nations League. Vòng loại sẽ được diễn ra trên cặp ngày đấu trong tháng 3, tháng 6, tháng 9, tháng 10 và tháng 11 năm 2019.
Sau vòng bảng vòng loại, vòng play-off vòng loại sẽ diễn ra vào tháng 3 năm 2020. Không giống như các mùa trước, những đội tham gia vòng play-off sẽ không được quyết định dựa trên kết quả từ vòng bảng. Thay vào đó, tổng cộng 16 đội sẽ tham gia play-off, diễn ra vào tháng 3 năm 2020, đưa ra cơ hội thứ hai để đủ điều kiện cho Giải vô địch bóng đá châu Âu 2020. Trong mỗi hạng, 4 đội xếp vị trí cao nhất chưa giành được vé tham dự EURO sẽ đá playoffs để chọn một suất. Nếu một hạng chỉ còn chưa tới 4 đội chưa giành vé dự EURO thì sẽ lấy thêm các đội có thành tích tốt ở các hạng thấp hơn dựa trên bảng xếp hạng chung. Vòng playoffs sẽ diễn ra vào tháng 3 ngay trước EURO, đội xếp hạng tốt nhất gặp đội xếp hạng thứ tư, đội xếp hạng thứ hai gặp đội xếp hạng thứ ba, các trận đấu diễn ra trên sân đội xếp hạng cao hơn, hai đội thắng đá một trận duy nhất để chọn ra đội chiến thắng sau cùng.

## Lịch thi đấu
Dưới đây là lịch thi đấu của UEFA Nations League 2018–19.
| Giai đoạn      | Vòng          | Các ngày                |
| -------------- | ------------- | ----------------------- |
| Vòng bảng      | Lượt đấu 1    | 6–8 tháng 9 năm 2018    |
| Vòng bảng      | Lượt đấu 2    | 9–11 tháng 9 năm 2018   |
| Vòng bảng      | Lượt đấu 3    | 11–13 tháng 10 năm 2018 |
| Vòng bảng      | Lượt đấu 4    | 14–16 tháng 10 năm 2018 |
| Vòng bảng      | Lượt đấu 5    | 15–17 tháng 11 năm 2018 |
| Vòng bảng      | Lượt đấu 6    | 18–20 tháng 11 năm 2018 |
| Vòng chung kết | Bán kết       | 5–6 tháng 6 năm 2019    |
| Vòng chung kết | Tranh hạng ba | 9 tháng 6 năm 2019      |
| Vòng chung kết | Chung kết     | 9 tháng 6 năm 2019      |

## Hạt giống

Bản đồ hiển thị các đơn vị mỗi đội tuyển quốc gia tham gia vào.
Đội tuyển sẽ tham gia vào hạng A
Đội tuyển sẽ tham gia vào hạng B
Đội tuyển sẽ tham gia vào hạng C
Đội tuyển sẽ tham gia vào hạng D

Tất cả 55 đội tuyển quốc gia châu Âu được tranh tài trong UEFA Nations League 2018–19 được chia thành bốn hạng (gọi là League): 12 đội trong League A, 12 đội trong League B, 15 đội trong League C, và 16 đội trong League D.
| Nhóm | Đội tuyển   | Hệ số  | Hạng |
| ---- | ----------- | ------ | ---- |
| 1    | Đức         | 40.747 | 1    |
| 1    | Bồ Đào Nha  | 38.655 | 2    |
| 1    | Bỉ          | 38.123 | 3    |
| 1    | Tây Ban Nha | 37.311 | 4    |
| 2    | Pháp        | 36.617 | 5    |
| 2    | Anh         | 36.231 | 6    |
| 2    | Thụy Sĩ     | 34.986 | 7    |
| 2    | Ý           | 34.426 | 8    |
| 3    | Ba Lan      | 32.982 | 9    |
| 3    | Iceland     | 31.155 | 10   |
| 3    | Croatia     | 31.139 | 11   |
| 3    | Hà Lan      | 29.866 | 12   |

| Nhóm | Đội tuyển            | Hệ số  | Hạng |
| ---- | -------------------- | ------ | ---- |
| 1    | Áo                   | 29.418 | 13   |
| 1    | Wales                | 29.269 | 14   |
| 1    | Nga                  | 29.258 | 15   |
| 1    | Slovakia             | 28.555 | 16   |
| 2    | Thụy Điển            | 28.487 | 17   |
| 2    | Ukraina              | 28.286 | 18   |
| 2    | Cộng hòa Ireland     | 28.249 | 19   |
| 2    | Bosna và Hercegovina | 28.200 | 20   |
| 3    | Bắc Ireland          | 27.127 | 21   |
| 3    | Đan Mạch             | 27.052 | 22   |
| 3    | Cộng hòa Séc         | 27.028 | 23   |
| 3    | Thổ Nhĩ Kỳ           | 26.538 | 24   |

| Nhóm | Đội tuyển  | Hệ số  | Hạng |
| ---- | ---------- | ------ | ---- |
| 1    | Hungary    | 26.486 | 25   |
| 1    | România    | 26.057 | 26   |
| 1    | Scotland   | 25.662 | 27   |
| 1    | Slovenia   | 25.148 | 28   |
| 2    | Hy Lạp     | 24.931 | 29   |
| 2    | Serbia     | 24.847 | 30   |
| 2    | Albania    | 24.430 | 31   |
| 2    | Na Uy      | 24.208 | 32   |
| 3    | Montenegro | 23.912 | 33   |
| 3    | Israel     | 22.792 | 34   |
| 3    | Bulgaria   | 22.091 | 35   |
| 3    | Phần Lan   | 20.501 | 36   |
| 4    | Síp        | 19.491 | 37   |
| 4    | Estonia    | 19.441 | 38   |
| 4    | Litva      | 18.101 | 39   |

| Nhóm | Đội tuyển      | Hệ số  | Hạng |
| ---- | -------------- | ------ | ---- |
| 1    | Azerbaijan     | 17.761 | 40   |
| 1    | Bắc Macedonia  | 17.071 | 41   |
| 1    | Belarus        | 16.868 | 42   |
| 1    | Gruzia         | 16.523 | 43   |
| 2    | Armenia        | 15.846 | 44   |
| 2    | Latvia         | 15.821 | 45   |
| 2    | Quần đảo Faroe | 15.490 | 46   |
| 2    | Luxembourg     | 14.231 | 47   |
| 3    | Kazakhstan     | 13.431 | 48   |
| 3    | Moldova        | 13.130 | 49   |
| 3    | Liechtenstein  | 10.950 | 50   |
| 3    | Malta          | 10.870 | 51   |
| 4    | Andorra        | 10.240 | 52   |
| 4    | Kosovo         | 9.950  | 53   |
| 4    | San Marino     | 8.190  | 54   |
| 4    | Gibraltar      | 7.550  | 55   |

Lễ bốc thăm cho vòng bảng được diễn ra tại Trung tâm hội nghị SwissTech ở Lausanne, Thụy Sĩ vào lúc 12:00 CET, ngày 24 tháng 1 năm 2018.
Vì các lý do chính trị, Armenia và Azerbaijan (do xung đột Nagorno-Karabakh), cũng như Nga và Ukraine (do sự can thiệp quân sự của Nga ở Ukraine), không thể bốc thăm vào bảng chung. Do hạn chế địa điểm thi đấu vào mùa đông, một bảng không chứa quá 2 đội Na Uy, Phần Lan, Estonia, Lithuania. Do khoảng cách đi lại quá xa, một bảng chỉ được chứa một trong các cặp sauː Andorra và Kazakhstan, Quần đảo Faroe và Kazakhstan, Gibraltar và Kazakhstan, Gibraltar & Azerbaijan.

## Hạng A

### Bảng A1
| VT | Đội    | ST | T | H | B | BT | BB | HS | Đ | Giành quyền tham dự           |     | Hà Lan | Pháp | Đức |
| -- | ------ | -- | - | - | - | -- | -- | -- | - | ----------------------------- | --- | ------ | ---- | --- |
| 1  | Hà Lan | 4  | 2 | 1 | 1 | 8  | 4  | +4 | 7 | Vòng chung kết Nations League |     | —      | 2–0  | 3–0 |
| 2  | Pháp   | 4  | 2 | 1 | 1 | 4  | 4  | 0  | 7 |                               |     | 2–1    | —    | 2–1 |
| 3  | Đức    | 4  | 0 | 2 | 2 | 3  | 7  | −4 | 2 |                               | 2–2 | 0–0    | —    |     |

1. ↑  Do sự thay đổi thể thức cho UEFA Nations League 2020–21, không có đội nào bị xuống hạng.
2. 1 2  Hiệu số đối đầu: Hà Lan +1, Pháp −1.

### Bảng A2
| VT | Đội     | ST | T | H | B | BT | BB | HS  | Đ | Giành quyền tham dự           |     | Thụy Sĩ | Bỉ  | Iceland |
| -- | ------- | -- | - | - | - | -- | -- | --- | - | ----------------------------- | --- | ------- | --- | ------- |
| 1  | Thụy Sĩ | 4  | 3 | 0 | 1 | 14 | 5  | +9  | 9 | Vòng chung kết Nations League |     | —       | 5–2 | 6–0     |
| 2  | Bỉ      | 4  | 3 | 0 | 1 | 9  | 6  | +3  | 9 |                               |     | 2–1     | —   | 2–0     |
| 3  | Iceland | 4  | 0 | 0 | 4 | 1  | 13 | −12 | 0 |                               | 1–2 | 0–3     | —   |         |

1. ↑  Do sự thay đổi thể thức cho UEFA Nations League 2020–21, không có đội nào bị xuống hạng.
2. 1 2  Hiệu số đối đầu: Thụy Sĩ +2, Bỉ −2.

### Bảng A3
| VT | Đội        | ST | T | H | B | BT | BB | HS | Đ | Giành quyền tham dự           |     | Bồ Đào Nha | Ý   | Ba Lan |
| -- | ---------- | -- | - | - | - | -- | -- | -- | - | ----------------------------- | --- | ---------- | --- | ------ |
| 1  | Bồ Đào Nha | 4  | 2 | 2 | 0 | 5  | 3  | +2 | 8 | Vòng chung kết Nations League |     | —          | 1–0 | 1–1    |
| 2  | Ý          | 4  | 1 | 2 | 1 | 2  | 2  | 0  | 5 |                               |     | 0–0        | —   | 1–1    |
| 3  | Ba Lan     | 4  | 0 | 2 | 2 | 4  | 6  | −2 | 2 |                               | 2–3 | 0–1        | —   |        |

1. ↑  Do sự thay đổi thể thức cho UEFA Nations League 2020–21, không có đội nào bị xuống hạng.

### Bảng A4
| VT | Đội         | ST | T | H | B | BT | BB | HS | Đ | Giành quyền tham dự           |     | Anh | Tây Ban Nha | Croatia |
| -- | ----------- | -- | - | - | - | -- | -- | -- | - | ----------------------------- | --- | --- | ----------- | ------- |
| 1  | Anh         | 4  | 2 | 1 | 1 | 6  | 5  | +1 | 7 | Vòng chung kết Nations League |     | —   | 1–2         | 2–1     |
| 2  | Tây Ban Nha | 4  | 2 | 0 | 2 | 12 | 7  | +5 | 6 |                               |     | 2–3 | —           | 6–0     |
| 3  | Croatia     | 4  | 1 | 1 | 2 | 4  | 10 | −6 | 4 |                               | 0–0 | 3–2 | —           |         |

1. ↑  Do sự thay đổi thể thức cho UEFA Nations League 2020–21, không có đội nào bị xuống hạng.

### Vòng chung kết
Lễ bốc thăm đã diễn ra vào ngày 3 tháng 12 năm 2018, lúc 14:30 CET tại khách sạn Shelbourne ở Dublin, Cộng hòa Ireland.

#### Sơ đồ nhánh đấu
|  | Bán kết               | Bán kết |                        |   | Chung kết | Chung kết |
|  |                       |         |                        |   |           |           |
|  | 5 tháng 6 – Porto     |         |                        |   |           |           |
|  |                       |         |                        |   |           |           |
|  | Bồ Đào Nha            | 3       |                        |   |           |           |
|  | Bồ Đào Nha            | 3       | 9 tháng 6 – Porto      |   |           |           |
|  | Thụy Sĩ               | 1       |                        |   |           |           |
|  | Thụy Sĩ               | 1       | Bồ Đào Nha             | 1 |           |           |
|  | 6 tháng 6 – Guimarães |         | Bồ Đào Nha             | 1 |           |           |
|  |                       | Hà Lan  | 0                      |   |           |           |
|  | Hà Lan (s.h.p.)       | Hà Lan  | 0                      | 3 |           |           |
|  | Hà Lan (s.h.p.)       |         |                        | 3 |           |           |
|  | Anh                   | 1       |                        |   |           |           |
|  | Anh                   | 1       | Play-off tranh hạng ba |   |           |           |
|  |                       |         |                        |   |           |           |
|  | 9 tháng 6 – Guimarães |         |                        |   |           |           |
|  |                       |         |                        |   |           |           |
|  | Thụy Sĩ               | 0 (5)   |                        |   |           |           |
|  | Thụy Sĩ               | 0 (5)   |                        |   |           |           |
|  | Anh (p)               | 0 (6)   |                        |   |           |           |

Thời gian là CEST, như được liệt kê bởi UEFA (giờ địa phương nằm trong dấu ngoặc đơn).

#### Bán kết
| Bồ Đào Nha              | 3–1      | Thụy Sĩ                 |
| ----------------------- | -------- | ----------------------- |
| - Ronaldo 25', 88', 90' | Chi tiết | - Rodríguez 57' (ph.đ.) |

| Hà Lan                                          | 3–1 (s.h.p.) | Anh                    |
| ----------------------------------------------- | ------------ | ---------------------- |
| - De Ligt 73' - Walker 97' (l.n.) - Promes 114' | Chi tiết     | - Rashford 32' (ph.đ.) |

#### Tranh hạng ba
| Thụy Sĩ                                          | 0–0 (s.h.p.) | Anh                                                       |
| ------------------------------------------------ | ------------ | --------------------------------------------------------- |
|                                                  | Chi tiết     |                                                           |
| Loạt sút luân lưu                                |              |                                                           |
| - Zuber - Xhaka - Akanji - Mbabu - Schär - Drmić | 5–6          | - Maguire - Barkley - Sancho - Sterling - Pickford - Dier |

#### Chung kết
| Bồ Đào Nha   | 1–0      | Hà Lan |
| ------------ | -------- | ------ |
| - Guedes 60' | Chi tiết |        |

## Hạng B

### Bảng B1
| VT | Đội          | ST | T | H | B | BT | BB | HS | Đ | Thăng hạng             |     | Ukraina | Cộng hòa Séc | Slovakia |
| -- | ------------ | -- | - | - | - | -- | -- | -- | - | ---------------------- | --- | ------- | ------------ | -------- |
| 1  | Ukraina      | 4  | 3 | 0 | 1 | 5  | 5  | 0  | 9 | Giành quyền lên Hạng A |     | —       | 1–0          | 1–0      |
| 2  | Cộng hòa Séc | 4  | 2 | 0 | 2 | 4  | 4  | 0  | 6 |                        |     | 1–2     | —            | 1–0      |
| 3  | Slovakia     | 4  | 1 | 0 | 3 | 5  | 5  | 0  | 3 |                        | 4–1 | 1–2     | —            |          |

1. ↑  Do sự thay đổi thể thức cho UEFA Nations League 2020–21, không có đội nào bị xuống hạng.

### Bảng B2
| VT | Đội        | ST | T | H | B | BT | BB | HS | Đ | Thăng hạng             |     | Thụy Điển | Nga | Thổ Nhĩ Kỳ |
| -- | ---------- | -- | - | - | - | -- | -- | -- | - | ---------------------- | --- | --------- | --- | ---------- |
| 1  | Thụy Điển  | 4  | 2 | 1 | 1 | 5  | 3  | +2 | 7 | Giành quyền lên Hạng A |     | —         | 2–0 | 2–3        |
| 2  | Nga        | 4  | 2 | 1 | 1 | 4  | 3  | +1 | 7 |                        |     | 0–0       | —   | 2–0        |
| 3  | Thổ Nhĩ Kỳ | 4  | 1 | 0 | 3 | 4  | 7  | −3 | 3 |                        | 0–1 | 1–2       | —   |            |

1. ↑  Do sự thay đổi thể thức cho UEFA Nations League 2020–21, không có đội nào bị xuống hạng.
2. 1 2  Điểm đối đầu: Thụy Điển 4, Nga 1.

### Bảng B3
| VT | Đội                  | ST | T | H | B | BT | BB | HS | Đ  | Thăng hạng             |     | Bosna và Hercegovina | Áo  | Bắc Ireland |
| -- | -------------------- | -- | - | - | - | -- | -- | -- | -- | ---------------------- | --- | -------------------- | --- | ----------- |
| 1  | Bosna và Hercegovina | 4  | 3 | 1 | 0 | 5  | 1  | +4 | 10 | Giành quyền lên Hạng A |     | —                    | 1–0 | 2–0         |
| 2  | Áo                   | 4  | 2 | 1 | 1 | 3  | 2  | +1 | 7  |                        |     | 0–0                  | —   | 1–0         |
| 3  | Bắc Ireland          | 4  | 0 | 0 | 4 | 2  | 7  | −5 | 0  |                        | 1–2 | 1–2                  | —   |             |

1. ↑  Do sự thay đổi thể thức cho UEFA Nations League 2020–21, không có đội nào bị xuống hạng.

### Bảng B4
| VT | Đội              | ST | T | H | B | BT | BB | HS | Đ | Thăng hạng             |     | Đan Mạch | Wales | Cộng hòa Ireland |
| -- | ---------------- | -- | - | - | - | -- | -- | -- | - | ---------------------- | --- | -------- | ----- | ---------------- |
| 1  | Đan Mạch         | 4  | 2 | 2 | 0 | 4  | 1  | +3 | 8 | Giành quyền lên Hạng A |     | —        | 2–0   | 0–0              |
| 2  | Wales            | 4  | 2 | 0 | 2 | 6  | 5  | +1 | 6 |                        |     | 1–2      | —     | 4–1              |
| 3  | Cộng hòa Ireland | 4  | 0 | 2 | 2 | 1  | 5  | −4 | 2 |                        | 0–0 | 0–1      | —     |                  |

1. ↑  Do sự thay đổi thể thức cho UEFA Nations League 2020–21, không có đội nào bị xuống hạng.

## Hạng C

### Bảng C1
| VT | Đội      | ST | T | H | B | BT | BB | HS | Đ | Thăng hạng             |  | Scotland | Israel | Albania |
| -- | -------- | -- | - | - | - | -- | -- | -- | - | ---------------------- |  | -------- | ------ | ------- |
| 1  | Scotland | 4  | 3 | 0 | 1 | 10 | 4  | +6 | 9 | Giành quyền lên Hạng B |  | —        | 3–2    | 2–0     |
| 2  | Israel   | 4  | 2 | 0 | 2 | 6  | 5  | +1 | 6 | Giành quyền lên Hạng B |  | 2–1      | —      | 2–0     |
| 3  | Albania  | 4  | 1 | 0 | 3 | 1  | 8  | −7 | 3 |                        |  | 0–4      | 1–0    | —       |

1. ↑  Do sự thay đổi thể thức cho UEFA Nations League 2020–21, không có đội nào bị xuống hạng và các đội xếp thứ hai trong mỗi bảng cũng được thăng hạng.

### Bảng C2
| VT | Đội      | ST | T | H | B | BT | BB | HS | Đ  | Thăng hạng             |     | Phần Lan | Hungary | Hy Lạp | Estonia |
| -- | -------- | -- | - | - | - | -- | -- | -- | -- | ---------------------- | --- | -------- | ------- | ------ | ------- |
| 1  | Phần Lan | 6  | 4 | 0 | 2 | 5  | 3  | +2 | 12 | Giành quyền lên Hạng B |     | —        | 1–0     | 2–0    | 1–0     |
| 2  | Hungary  | 6  | 3 | 1 | 2 | 9  | 6  | +3 | 10 | Giành quyền lên Hạng B |     | 2–0      | —       | 2–1    | 2–0     |
| 3  | Hy Lạp   | 6  | 3 | 0 | 3 | 4  | 5  | −1 | 9  |                        |     | 1–0      | 1–0     | —      | 0–1     |
| 4  | Estonia  | 6  | 1 | 1 | 4 | 4  | 8  | −4 | 4  |                        | 0–1 | 3–3      | 0–1     | —      |         |

1. ↑  Do sự thay đổi thể thức cho UEFA Nations League 2020–21, không có đội nào bị xuống hạng và các đội xếp thứ hai trong mỗi bảng cũng được thăng hạng.

### Bảng C3
| VT | Đội      | ST | T | H | B | BT | BB | HS | Đ  | Thăng hạng             |     | Na Uy | Bulgaria | Cộng hòa Síp | Slovenia |
| -- | -------- | -- | - | - | - | -- | -- | -- | -- | ---------------------- | --- | ----- | -------- | ------------ | -------- |
| 1  | Na Uy    | 6  | 4 | 1 | 1 | 7  | 2  | +5 | 13 | Giành quyền lên Hạng B |     | —     | 1–0      | 2–0          | 1–0      |
| 2  | Bulgaria | 6  | 3 | 2 | 1 | 7  | 5  | +2 | 11 | Giành quyền lên Hạng B |     | 1–0   | —        | 2–1          | 1–1      |
| 3  | Síp      | 6  | 1 | 2 | 3 | 5  | 9  | −4 | 5  |                        |     | 0–2   | 1–1      | —            | 2–1      |
| 4  | Slovenia | 6  | 0 | 3 | 3 | 5  | 8  | −3 | 3  |                        | 1–1 | 1–2   | 1–1      | —            |          |

1. ↑  Do sự thay đổi thể thức cho UEFA Nations League 2020–21, không có đội nào bị xuống hạng và các đội xếp thứ hai trong mỗi bảng cũng được thăng hạng.

### Bảng C4
| VT | Đội        | ST | T | H | B | BT | BB | HS  | Đ  | Thăng hạng             |     | Serbia | România | Montenegro | Litva |
| -- | ---------- | -- | - | - | - | -- | -- | --- | -- | ---------------------- | --- | ------ | ------- | ---------- | ----- |
| 1  | Serbia     | 6  | 4 | 2 | 0 | 11 | 4  | +7  | 14 | Giành quyền lên Hạng B |     | —      | 2–2     | 2–1        | 4–1   |
| 2  | România    | 6  | 3 | 3 | 0 | 8  | 3  | +5  | 12 | Giành quyền lên Hạng B |     | 0–0    | —       | 0–0        | 3–0   |
| 3  | Montenegro | 6  | 2 | 1 | 3 | 7  | 6  | +1  | 7  |                        |     | 0–2    | 0–1     | —          | 2–0   |
| 4  | Litva      | 6  | 0 | 0 | 6 | 3  | 16 | −13 | 0  |                        | 0–1 | 1–2    | 1–4     | —          |       |

1. ↑  Do sự thay đổi thể thức cho UEFA Nations League 2020–21, không có đội nào bị xuống hạng và các đội xếp thứ hai trong mỗi bảng cũng được thăng hạng.

## Hạng D

### Bảng D1
| VT | Đội        | ST | T | H | B | BT | BB | HS  | Đ  | Thăng hạng             |     | Gruzia | Kazakhstan | Latvia | Andorra |
| -- | ---------- | -- | - | - | - | -- | -- | --- | -- | ---------------------- | --- | ------ | ---------- | ------ | ------- |
| 1  | Gruzia     | 6  | 5 | 1 | 0 | 12 | 2  | +10 | 16 | Giành quyền lên Hạng C |     | —      | 2–1        | 1–0    | 3–0     |
| 2  | Kazakhstan | 6  | 1 | 3 | 2 | 8  | 7  | +1  | 6  | Giành quyền lên Hạng C |     | 0–2    | —          | 1–1    | 4–0     |
| 3  | Latvia     | 6  | 0 | 4 | 2 | 2  | 6  | −4  | 4  |                        |     | 0–3    | 1–1        | —      | 0–0     |
| 4  | Andorra    | 6  | 0 | 4 | 2 | 2  | 9  | −7  | 4  |                        | 1–1 | 1–1    | 0–0        | —      |         |

1. ↑  Do sự thay đổi thể thức cho UEFA Nations League 2020–21, các đội xếp thứ hai trong mỗi bảng và đội xếp thứ ba tốt nhất trong số tất cả các bảng cũng được thăng hạng.

### Bảng D2
| VT | Đội        | ST | T | H | B | BT | BB | HS  | Đ  | Thăng hạng             |  | Belarus | Luxembourg | Moldova | San Marino |
| -- | ---------- | -- | - | - | - | -- | -- | --- | -- | ---------------------- |  | ------- | ---------- | ------- | ---------- |
| 1  | Belarus    | 6  | 4 | 2 | 0 | 10 | 0  | +10 | 14 | Giành quyền lên Hạng C |  | —       | 1–0        | 0–0     | 5–0        |
| 2  | Luxembourg | 6  | 3 | 1 | 2 | 11 | 4  | +7  | 10 | Giành quyền lên Hạng C |  | 0–2     | —          | 4–0     | 3–0        |
| 3  | Moldova    | 6  | 2 | 3 | 1 | 4  | 5  | −1  | 9  | Giành quyền lên Hạng C |  | 0–0     | 1–1        | —       | 2–0        |
| 4  | San Marino | 6  | 0 | 0 | 6 | 0  | 16 | −16 | 0  |                        |  | 0–2     | 0–3        | 0–1     | —          |

1. ↑  Do sự thay đổi thể thức cho UEFA Nations League 2020–21, các đội xếp thứ hai trong mỗi bảng và đội xếp thứ ba tốt nhất trong số tất cả các bảng cũng được thăng hạng.

### Bảng D3
| VT | Đội            | ST | T | H | B | BT | BB | HS  | Đ  | Thăng hạng             |     | Kosovo | Azerbaijan | Quần đảo Faroe | Malta |
| -- | -------------- | -- | - | - | - | -- | -- | --- | -- | ---------------------- | --- | ------ | ---------- | -------------- | ----- |
| 1  | Kosovo         | 6  | 4 | 2 | 0 | 15 | 2  | +13 | 14 | Giành quyền lên Hạng C |     | —      | 4–0        | 2–0            | 3–1   |
| 2  | Azerbaijan     | 6  | 2 | 3 | 1 | 7  | 6  | +1  | 9  | Giành quyền lên Hạng C |     | 0–0    | —          | 2–0            | 1–1   |
| 3  | Quần đảo Faroe | 6  | 1 | 2 | 3 | 5  | 10 | −5  | 5  |                        |     | 1–1    | 0–3        | —              | 3–1   |
| 4  | Malta          | 6  | 0 | 3 | 3 | 5  | 14 | −9  | 3  |                        | 0–5 | 1–1    | 1–1        | —              |       |

1. ↑  Do sự thay đổi thể thức cho UEFA Nations League 2020–21, các đội xếp thứ hai trong mỗi bảng và đội xếp thứ ba tốt nhất trong số tất cả các bảng cũng được thăng hạng.

### Bảng D4
| VT | Đội           | ST | T | H | B | BT | BB | HS  | Đ  | Thăng hạng             |     | Bắc Macedonia | Armenia | Gibraltar | Liechtenstein |
| -- | ------------- | -- | - | - | - | -- | -- | --- | -- | ---------------------- | --- | ------------- | ------- | --------- | ------------- |
| 1  | Macedonia     | 6  | 5 | 0 | 1 | 14 | 5  | +9  | 15 | Giành quyền lên Hạng C |     | —             | 2–0     | 4–0       | 4–1           |
| 2  | Armenia       | 6  | 3 | 1 | 2 | 14 | 8  | +6  | 10 | Giành quyền lên Hạng C |     | 4–0           | —       | 0–1       | 2–1           |
| 3  | Gibraltar     | 6  | 2 | 0 | 4 | 5  | 15 | −10 | 6  |                        |     | 0–2           | 2–6     | —         | 2–1           |
| 4  | Liechtenstein | 6  | 1 | 1 | 4 | 7  | 12 | −5  | 4  |                        | 0–2 | 2–2           | 2–0     | —         |               |

1. ↑  Do sự thay đổi thể thức cho UEFA Nations League 2020–21, các đội xếp thứ hai trong mỗi bảng và đội xếp thứ ba tốt nhất trong số tất cả các bảng cũng được thăng hạng.

### Xếp hạng của các đội xếp thứ ba
| VT | Bg | Đội            | ST | T | H | B | BT | BB | HS  | Đ | Thăng hạng             |
| -- | -- | -------------- | -- | - | - | - | -- | -- | --- | - | ---------------------- |
| 1  | D2 | Moldova        | 6  | 2 | 3 | 1 | 4  | 5  | −1  | 9 | Giành quyền lên Hạng C |
| 2  | D4 | Gibraltar      | 6  | 2 | 0 | 4 | 5  | 15 | −10 | 6 |                        |
| 3  | D3 | Quần đảo Faroe | 6  | 1 | 2 | 3 | 5  | 10 | −5  | 5 |                        |
| 4  | D1 | Latvia         | 6  | 0 | 4 | 2 | 2  | 6  | −4  | 4 |                        |

## Cầu thủ ghi bàn hàng đầu
| Hạng | Cầu thủ           | Bàn thắng |
| ---- | ----------------- | --------- |
| 1    | Haris Seferović   | 5         |
| 2    | Romelu Lukaku     | 4         |
| 3    | Marcus Rashford   | 3         |
| 3    | Cristiano Ronaldo | 3         |
| 3    | André Silva       | 3         |
| 3    | Sergio Ramos      | 3         |
| 7    | 14 cầu thủ        | 2         |

| Hạng | Cầu thủ            | Bàn thắng |
| ---- | ------------------ | --------- |
| 1    | Edin Džeko         | 3         |
| 1    | Patrik Schick      | 3         |
| 3    | Christian Eriksen  | 2         |
| 3    | Denis Cheryshev    | 2         |
| 3    | Emre Akbaba        | 2         |
| 3    | Yevhen Konoplyanka | 2         |
| 3    | Gareth Bale        | 2         |

| Hạng | Cầu thủ             | Bàn thắng |
| ---- | ------------------- | --------- |
| 1    | Aleksandar Mitrović | 6         |
| 2    | James Forrest       | 5         |
| 3    | Ádám Szalai         | 4         |
| 4    | Teemu Pukki         | 3         |
| 4    | Stefan Mugoša       | 3         |
| 6    | Bozhidar Kraev      | 2         |
| 6    | Stefan Johansen     | 2         |
| 6    | Ola Kamara          | 2         |
| 6    | Nicolae Stanciu     | 2         |
| 6    | George Țucudean     | 2         |
| 6    | Adem Ljajić         | 2         |
| 6    | Miha Zajc           | 2         |

| Hạng | Cầu thủ               | Bàn thắng |
| ---- | --------------------- | --------- |
| 1    | Yura Movsisyan        | 5         |
| 1    | Stanislaw Drahun      | 5         |
| 3    | Giorgi Chakvetadze    | 4         |
| 3    | Arbër Zeneli          | 4         |
| 5    | Anton Saroka          | 3         |
| 5    | René Joensen          | 3         |
| 5    | Benjamin Kololli      | 3         |
| 5    | Danel Sinani          | 3         |
| 5    | Ezgjan Alioski        | 3         |
| 5    | Ilija Nestorovski     | 3         |
| 5    | Aleksandar Trajkovski | 3         |
| 5    | Radu Gînsari          | 3         |
| 13   | 14 cầu thủ            | 2         |

## Bảng xếp hạng tổng thể
Bảng xếp hạng tổng thể sẽ được sử dụng cho hạt giống trong bốc thăm vòng bảng vòng loại giải vô địch bóng đá châu Âu 2020.
| XH | Đội         | ST | Đ |
| -- | ----------- | -- | - |
| 1  | Bồ Đào Nha  | 4  | 8 |
| 2  | Hà Lan      | 4  | 7 |
| 3  | Anh         | 4  | 7 |
| 4  | Thụy Sĩ     | 4  | 9 |
|    |             |    |   |
| 5  | Bỉ          | 4  | 9 |
| 6  | Pháp        | 4  | 7 |
| 7  | Tây Ban Nha | 4  | 6 |
| 8  | Ý           | 4  | 5 |
|    |             |    |   |
| 9  | Croatia     | 4  | 4 |
| 10 | Ba Lan      | 4  | 2 |
| 11 | Đức         | 4  | 2 |
| 12 | Iceland     | 4  | 0 |

| XH | Đội                  | ST | Đ  |
| -- | -------------------- | -- | -- |
| 13 | Bosna và Hercegovina | 4  | 10 |
| 14 | Ukraina              | 4  | 9  |
| 15 | Đan Mạch             | 4  | 8  |
| 16 | Thụy Điển            | 4  | 7  |
|    |                      |    |    |
| 17 | Nga                  | 4  | 7  |
| 18 | Áo                   | 4  | 7  |
| 19 | Wales                | 4  | 6  |
| 20 | Cộng hòa Séc         | 4  | 6  |
|    |                      |    |    |
| 21 | Slovakia             | 4  | 3  |
| 22 | Thổ Nhĩ Kỳ           | 4  | 3  |
| 23 | Cộng hòa Ireland     | 4  | 2  |
| 24 | Bắc Ireland          | 4  | 0  |

| XH | Đội        | ST | Đ |
| -- | ---------- | -- | - |
| 25 | Scotland   | 4  | 9 |
| 26 | Na Uy      | 4  | 9 |
| 27 | Serbia     | 4  | 8 |
| 28 | Phần Lan   | 4  | 6 |
|    |            |    |   |
| 29 | Bulgaria   | 4  | 7 |
| 30 | Israel     | 4  | 6 |
| 31 | Hungary    | 4  | 6 |
| 32 | România    | 4  | 6 |
|    |            |    |   |
| 33 | Hy Lạp     | 4  | 6 |
| 34 | Albania    | 4  | 3 |
| 35 | Montenegro | 4  | 1 |
| 36 | Síp        | 4  | 1 |
|    |            |    |   |
| 37 | Estonia    | 6  | 4 |
| 38 | Slovenia   | 6  | 3 |
| 39 | Litva      | 6  | 0 |

| XH | Đội            | ST | Đ  |
| -- | -------------- | -- | -- |
| 40 | Gruzia         | 6  | 16 |
| 41 | Bắc Macedonia  | 6  | 15 |
| 42 | Kosovo         | 6  | 14 |
| 43 | Belarus        | 6  | 14 |
|    |                |    |    |
| 44 | Luxembourg     | 6  | 10 |
| 45 | Armenia        | 6  | 10 |
| 46 | Azerbaijan     | 6  | 9  |
| 47 | Kazakhstan     | 6  | 6  |
|    |                |    |    |
| 48 | Moldova        | 6  | 9  |
| 49 | Gibraltar      | 6  | 6  |
| 50 | Quần đảo Faroe | 6  | 5  |
| 51 | Latvia         | 6  | 4  |
|    |                |    |    |
| 52 | Liechtenstein  | 6  | 4  |
| 53 | Andorra        | 6  | 4  |
| 54 | Malta          | 6  | 3  |
| 55 | San Marino     | 6  | 0  |

## Tiền thưởng
Tiền thưởng được phân bổ đã được công bố vào tháng 3 năm 2018. Tổng cộng 76,25 triệu € trong các khoản tiền đoàn kết và tiền thưởng sẽ được phân bổ cho 55 đội tuyển quốc gia tham gia.
Chi phí đoàn kết cho mỗi đội tuyển được quy mô theo giải đấu:
- Hạng A: 1.500.000 €
- Hạng B: 1.000.000 €
- Hạng C: 750.000 €
- Hạng D: 500.000 €

Ngoài ra, các đội nhất bảng của mỗi giải đấu sẽ nhận được các khoản tiền thưởng sau đây:
- Nhất bảng hạng A: 1.500.000 €
- Nhất bảng hạng B: 1.000.000 €
- Nhất bảng hạng C: 750.000 €
- Nhất bảng hạng D: 500.000 €

Bốn đội nhất bảng của hạng A sẽ tham gia vào vòng chung kết UEFA Nations League, cũng sẽ nhận được các khoản tiền thưởng sau đây dựa trên thành tích:
- Vô địch: 4.500.000 €
- Á quân: 3.500.000 €
- Hạng ba: 2.500.000 €
- Hạng tư: 1.500.000 €

Định nghĩa này là các khoản tiền đoàn kết và tiền thưởng tối đa là 7,5 triệu € cho mội đội tuyển từ hạng A, 2 triệu € cho mội đội tuyển từ hạng B, 1,5 triệu € cho mội đội tuyển từ hạng C, và 1 triệu € cho một đội tuyển từ hạng D.

## Play-off vòng loại giải vô địch bóng đá châu Âu 2020
Những đội không giành vé trực tiếp tới EURO sẽ tranh 4 suất còn lại tại vòng playoff. Trong mỗi hạng, 4 đội xếp vị trí cao nhất chưa giành được vé tham dự EURO sẽ đá play-off để chọn một suất. Nếu một hạng chỉ còn chưa tới 4 đội chưa giành vé dự EURO thì sẽ lấy thêm các đội có thành tích tốt ở các hạng thấp hơn dựa trên bảng xếp hạng chung. Vòng playoffs sẽ diễn ra vào tháng 3 ngay trước EURO, đội xếp hạng tốt nhất gặp đội xếp hạng thứ tư, đội xếp hạng thứ hai gặp đội xếp hạng thứ ba, các trận đấu diễn ra trên sân đội xếp hạng cao hơn, hai đội thắng đá một trận duy nhất để chọn ra đội chiến thắng sau cùng.
Quá trình lựa chọn đội tuyển sẽ xác định 16 đội tuyển sẽ tranh tài trong vòng play-off dựa trên một thiết lập tiêu chí. Các đội tuyển trong chữ đậm có giành quyền vào vòng play-off.
| Hạng | Đội tuyển      |
| ---- | -------------- |
| 1 GW | Bồ Đào Nha     |
| 2 GW | Hà Lan[H]      |
| 3 GW | Anh[H]         |
| 4 GW | Thụy Sĩ        |
| 5    | Bỉ             |
| 6    | Pháp           |
| 7    | Tây Ban Nha[H] |
| 8    | Ý[H]           |
| 9    | Croatia        |
| 10   | Ba Lan         |
| 11   | Đức[H]         |
| 12   | Iceland        |

| Hạng  | Đội tuyển            |
| ----- | -------------------- |
| 13 GW | Bosna và Hercegovina |
| 14 GW | Ukraina              |
| 15 GW | Đan Mạch[H]          |
| 16 GW | Thụy Điển            |
| 17    | Nga[H]               |
| 18    | Áo                   |
| 19    | Wales                |
| 20    | Cộng hòa Séc         |
| 21    | Slovakia             |
| 22    | Thổ Nhĩ Kỳ           |
| 23    | Cộng hòa Ireland[H]  |
| 24    | Bắc Ireland          |

| Hạng  | Đội tuyển   |
| ----- | ----------- |
| 25 GW | Scotland[H] |
| 26 GW | Na Uy       |
| 27 GW | Serbia      |
| 28 GW | Phần Lan    |
| 29    | Bulgaria    |
| 30    | Israel      |
| 31    | Hungary[H]  |
| 32    | România[H]  |
| 33    | Hy Lạp      |
| 34    | Albania     |
| 35    | Montenegro  |
| 36    | Síp         |
| 37    | Estonia     |
| 38    | Slovenia    |
| 39    | Litva       |

| Hạng  | Đội tuyển      |
| ----- | -------------- |
| 40 GW | Gruzia         |
| 41 GW | Bắc Macedonia  |
| 42 GW | Kosovo         |
| 43 GW | Belarus        |
| 44    | Luxembourg     |
| 45    | Armenia        |
| 46    | Azerbaijan[H]  |
| 47    | Kazakhstan     |
| 48    | Moldova        |
| 49    | Gibraltar      |
| 50    | Quần đảo Faroe |
| 51    | Latvia         |
| 52    | Liechtenstein  |
| 53    | Andorra        |
| 54    | Malta          |
| 55    | San Marino     |

Từ khóa
1. GW Đội thắng bảng Nations League
2. H Chủ nhà giải vô địch bóng đá châu Âu 2020
3. Đội giành quyền vào vòng play-off
4. Đội vượt qua vòng loại trực tiếp cho vòng chung kết